# Bauartklasse
Eine Bauartklasse (kurz BAK oder BKL) ist eine Einstufung eines Bauwerkes abhängig von dessen Bauweise, z. B. Betonbauweise, Holzbauweise usw.
Vorwiegend genutzt werden diese Einstufungen zur risikogerechten Beurteilung eines Gebäudes für die Gebäudeversicherung.
Abhängig vom Versicherungszweig (z. B. landwirtschaftlich, gewerblich, industriell, privat) und der Tarifgestaltung werden zahlreiche Bauartklassen unterschieden. Eine Einteilung für private, zu Wohnzwecken genutzte Gebäude enthält in der Regel mindestens folgende Bauartklassen:
- BAK 1: Massive Bauweise, harte Bedachung
- BAK 2: Meistens feuergefährlichere Bauweise, mit harter Bedachung. Oftmals fallen hierunter mit Stein ausgefachte Fachwerkhäuser, aber auch z. B. Fertighäuser in Holzbauweise, die an und für sich der Bauartklasse 3 angehören würden, jedoch feuerhemmend ummantelt sind.
- BAK 3: Feuergefährliche Objekte mit harter Bedachung, wie z. B. Fertighäuser aus Holz oder Blockbohlenhäuser.
- BAK 4: wie BAK 1 oder BAK 2, weiche Bedachung (z. B. vollständige oder teilweise Eindeckung mit Holz, Ried, Schilf, Stroh u. ä.)
- BAK 5: wie BAK 3, weiche Bedachung (z. B. vollständige oder teilweise Eindeckung mit Holz, Ried, Schilf, Stroh u. ä.)

Bei Fertighäusern wird für gewöhnlich anstatt von Bauartklassen eher von Fertighausgruppen (FHG) gesprochen. Die Gruppeneinteilung ist indessen ähnlich denen der Bauartklassen.